# Diocèse de Hinche
Le diocèse de Hinche est une circonscription territoriale de l'Église catholique en Haïti dans le département du Centre. Il fait partie de la province ecclésiastique de Cap-Haïtien. L'évêque du diocèse est Mgr Désinord Jean depuis le 4 avril 2016. 

## Histoire
Le diocèse de Hinche a été érigé le 20 avril 1972, par division des diocèses des Gonaïves et de Cap-Haïtien.

## Liste des évêques de Hinche
- Jean-Baptiste Décoste (1972 - 1980)
- Léonard Pétion Laroche (1982 - 1998)
- Louis Kébreau, S.D.B. (1998 - 2008)
- Simon-Pierre Saint-Hillien, C.S.C. (2009 - 2015)
- Désinord Jean (2016- )